# Подушкинский переулок
Поду́шкинский переу́лок (до 26 июня 2013 года — проекти́руемый прое́зд № 5523) — переулок в Северо-Восточном административном округе города Москвы на территории района Бибирево.

## История
Переулок получил современное название 26 июня 2013 года, до переименования назывался проекти́руемый прое́зд № 5523.

Стела в Подушкинском переулке

## Расположение
Подушкинский переулок проходит от улицы Лескова на северо-восток до Белозерской улицы. По Подушкинскому переулку не числится домовладений.

## Транспорт

### Автобус
- 503: от улицы Лескова до Корнейчука и обратно.
- 559: от улицы Лескова до Корнейчука и обратно.
- 815: от улицы Лескова до Белозерской улицы и обратно.

### Метро
- Станция метро «Алтуфьево» Серпуховско-Тимирязевской линии — западнее улицы, на пересечении Алтуфьевского шоссе с улицей Лескова и Череповецкой улицей.
- Станция метро «Бибирево» Серпуховско-Тимирязевской линии — юго-западнее улицы, на пересечении Бибиревской улицы и улицы Плещеева с Костромской улицей и улицей Пришвина.